# Bevilacqua
Bevilacqua – miejscowość i gmina we Włoszech, w regionie Wenecja Euganejska, w prowincji Werona.
Według danych na rok 2004 gminę zamieszkiwało 1691 osób, 140,9 os./km².